# Кировск (Луганска област)
Кировск (укр. Кіровськ, рус. Кировск) град је Украјини у Луганској области. Према процени из 2012. у граду је живело 28.852 становника.

## Становништво
Према процени, у граду је 2012. живело 28.852 становника.
| 1979.  | 1989.  | 2001.  | 2012.  |
| ------ | ------ | ------ | ------ |
| 39.978 | 41.334 | 35.199 | 28.852 |